# Musée du théâtre romain de Carthagène
Le musée du théâtre romain de Carthagène est une œuvre de l'architecte Rafael Moneo qui est inaugurée le 11 juillet 2008. C'est un site consacré au projet de fouille, de restauration et de mise en valeur du théâtre romain de Carthagène.

## Le théâtre romain de Carthagène

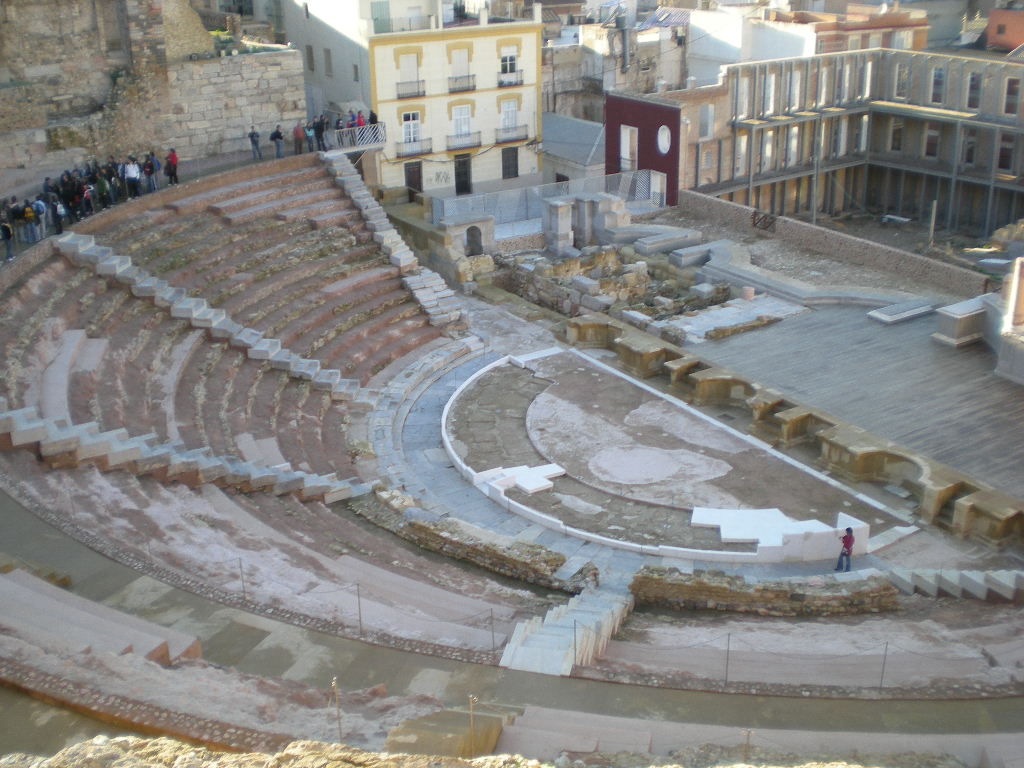
Théatre romain de Carthagène en 2008

En 1988, accidentellement, fut découvert les vestiges du théâtre romain de Carthago Nova, un bâtiment qui n'ayant aucun dossier historique ou archéologique. La découverte du théâtre romain de Carthagène est une preuve qui vient permet avec d'autres découvertes archéologiques comme l'amphithéâtre de Carthago Nova, la grande importance que la cité de Carthago Nova (aujourd'hui Carthagène) a dégagé en Hispanie romaine, à l'époque de l'Empire romain.
La raison pour laquelle il n'y avait aucune preuve de l'existence du théâtre et que son existence est passée inaperçue pendant des siècles, c'est que le site où est présent le théâtre romain est l'un des rares endroits de la ville de Carthagène, où l'activité humaine a été constamment présente à travers l'histoire. Donc, plusieurs bâtiment furent construits au-dessus des vestiges du théâtre au fil du temps, jusqu'à le recouvrir complètement. Le meilleur exemple est la cathédrale de Carthagène qui est en partie superposée sur le théâtre.
Le projet de restauration du théâtre romain à Carthagène a servi d'impulsion pour commencer la réfection de l'une des zones les plus dégradées de la ville. Ce monument étant situé près d'autres sites historiques de la ville comme l'ancienne cathédrale, le palais consistorial ou le château de la Concepción, ils sont intégrés dans les itinéraires touristiques typiques de Carthagène.
Le théâtre a été commandé directement par l'empereur Auguste pour mener sa politique de romanisation de l'Empire romain. Pour la construction des matériaux et des techniques locales furent employés, et les éléments décoratifs furent importés directement des ateliers impériaux et ces derniers furent réalisés en marbre de très haute qualité provenant de Carrare en Italie ou du mont Pentélique en Grèce.
En mars 2003 est mis en place la « fondation du théâtre romain de Carthagène » qui a comme organismes fondateurs la région de Murcie, la mairie de Carthagène et la fondation Caja Murcia. Dans ce groupe initial arrive en 2004, la société Saras Energía S.A.. Les objectifs de la dite fondation sont la mise en place et l'exécution du projet de récupération du théâtre romain et, une fois la restauration terminée, la fondation s'occupera de la gestion et de l'entretien du musée et du théâtre.

## Le projet de Rafael Moneo

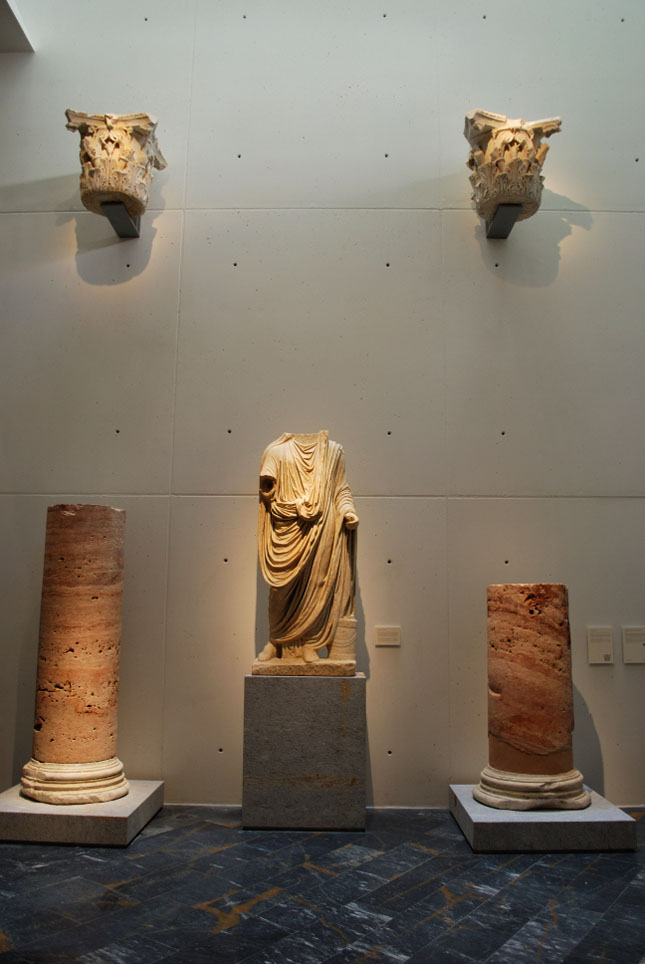
Salle principale du musée du théâtre romain de Carthagène avec la sculpture d'Auguste trouvée sur le forum romain de Carthago Nova et deux colonnes de la scène.

Le projet de récupération commandé à Rafael Moneo ne se limite pas à la restauration du théâtre romain, mais il comprend également l'intégration du monument dans le centre-ville, son entretien, sa conservation et son exposition à des fins didactiques et culturelles, ainsi que la construction d'un musée et un centre de recherche annexe.
L'intégration de l'espace du musée et du théâtre romain dans le paysage urbain est envisagé par rapport à l'environnement proche : c'est-à-dire continuité avec les vestiges du château de la Concepción et avec l'ensemble du développement du secteur. Les matériaux utilisés dans le réaménagement de la zone ont été soigneusement sélectionnés pour tenter d'obtenir une harmonie avec les rues adjacentes et les espaces verts créés dans la zone environnante. Le musée du théâtre romain est une partie importante du projet Moneo, projet créé pour tenter de rassembler tous les objets du théâtre trouvés lors de la récupération dans un seul et même espace : le musée. Toutefois, il faut noter qu'un nombre important de pièces récupérées du théâtre ne sont pas dans ce bâtiment, mais dans le musée archéologique municipal de Carthagène. De fait, le musée du théâtre romain ne contient seulement qu'une petite collection utilisée pour montrer des antécédents aux visiteurs et les préparer à la visite du théâtre romain.
L'accès au musée du théâtre se fait à travers le bâtiment connu sous le nom de palais de Riquelme et qui se situe dans l'un des quartiers les plus emblématiques de Carthagène, sur la place où se situe le palais consistorial. Non seulement, le palais de Riquelme est intégré au musée, mais la vieille église Santa María la Vieja se superpose au reste du théâtre, et est ainsi incorporé au reste du complexe historique. Le musée est divisé en deux bâtiments qui sont reliés par un tunnel qui passe sous la rue. Le premier bâtiment est le palais de Riquelme où se situe le vestibule, la salle de réunion, la cafétaria, la boutique du musée, la salle d'exposition temporaire et d'autres dépendances. Le second bâtiment est destiné aux collections permanentes du musée et à travers lui l'accès au théâtre romain.

## Les collections permanentes du musée

### Le couloir
Dans cet espace, le visiteur commence un voyage chronologique inverse pour revoir l'histoire de la région où se situent les vestiges du théâtre romain. La visite commence par le quartier des pêcheurs du XVIIIe siècle, puis le couloir nous amène au temps du Arrabal Viejo, de la médina musulmane, du quartier byzantin, du marché de la fin du Ve siècle et pour finalement arriver au siècle du théâtre romain. Ce voyage à travers le temps est illustré par l'exposition de divers objets trouvés de toutes les époques et par plusieurs panneaux d'information, ainsi que par des présentations multimédias qui montrent comment différents bâtiments ont été construits sur les vestiges du théâtre romain.

### La salle I: l'architecture du théâtre
Cette salle du musée est consacrée à la construction du théâtre romain de Carthago Nova au Ier siècle. Plusieurs pièces originales récupérées dans les vestiges du théâtre romain y sont exposées et nous permettent de comprendre, avec l'aide d'une maquette à l'échelle du théâtre et de présentations multimédias, comment était configurée l'architecture de l'édifice théâtral. Près de la maquette du théâtre, un panneau de renseignements et une représentation indiquent que celui-ci a été construit en suivant les préceptes de Vitruve, architecte du Ier siècle av. J.-C..